# Lijst van voetbalinterlands Malta - Zweden
Deze lijst van voetbalinterlands is een overzicht van alle officiële voetbalwedstrijden tussen de nationale teams van Malta en Zweden. De landen hebben tot op heden dertien keer tegen elkaar gespeeld. De eerste ontmoeting was een kwalificatiewedstrijd voor het Wereldkampioenschap voetbal 1974 in Göteborg op 15 oktober 1972. Het laatste duel, een kwalificatiewedstrijd voor het Europees kampioenschap voetbal 2020, vond plaats op 12 oktober 2019 in Ta' Qali.

## Wedstrijden
| №  | Plaats     | Datum            | Competitie           | Wedstrijd      | Uitslag |
| -- | ---------- | ---------------- | -------------------- | -------------- | ------- |
| 1  | Göteborg   | 15 oktober 1972  | WK 1974 kwalificatie | Zweden − Malta | 7 − 0   |
| 2  | Gżira      | 11 november 1973 | WK 1974 kwalificatie | Malta − Zweden | 1 − 2   |
| 3  | Norrköping | 23 mei 1984      | WK 1986 kwalificatie | Zweden − Malta | 4 − 0   |
| 4  | Ta' Qali   | 17 november 1985 | WK 1986 kwalificatie | Malta − Zweden | 1 − 2   |
| 5  | Ta' Qali   | 16 november 1986 | EK 1988 kwalificatie | Malta − Zweden | 0 − 5   |
| 6  | Göteborg   | 24 mei 1987      | EK 1988 kwalificatie | Zweden − Malta | 1 − 0   |
| 7  | Ta' Qali   | 28 februari 2001 | Vriendschappelijk    | Malta − Zweden | 0 − 3   |
| 8  | Ta' Qali   | 4 september 2004 | WK 2006 kwalificatie | Malta − Zweden | 0 − 7   |
| 9  | Göteborg   | 4 juni 2005      | WK 2006 kwalificatie | Zweden − Malta | 6 − 0   |
| 10 | Göteborg   | 10 juni 2009     | WK 2010 kwalificatie | Zweden − Malta | 4 − 0   |
| 11 | Ta' Qali   | 9 september 2009 | WK 2010 kwalificatie | Malta − Zweden | 0 − 1   |
| 12 | Solna      | 7 juni 2019      | EK 2020 kwalificatie | Zweden – Malta | 3 – 0   |
| 13 | Ta' Qali   | 12 oktober 2019  | EK 2020 kwalificatie | Malta − Zweden | 0 − 4   |

## Samenvatting
| Competitie        | Totaal gespeeld | Winst Malta | Gelijk | Winst Zweden | Doelsaldo Malta – Zweden |
| ----------------- | --------------- | ----------- | ------ | ------------ | ------------------------ |
| WK-kwalificatie   | 8               | 0           | 0      | 8            | 2 − 33                   |
| EK-kwalificatie   | 4               | 0           | 0      | 4            | 0 − 13                   |
| Vriendschappelijk | 1               | 0           | 0      | 1            | 0 − 3                    |
| Totaal            | 13              | 0           | 0      | 13           | 2 − 49                   |

## Details

### Derde ontmoeting
| WK-kwalificatie (Norrköping, Zweden, 23 mei 1984): |              | |
| Zweden | 4 – 0        | Malta |
| Thomas Sunesson 4' Dan Corneliusson 37' Ingemar Erlandsson 70' (pen.) Thomas Sunesson 75' | goals        | |
| Lars Arnesson | bondscoach   | Guentcho Dobrev |
| Thomas Ravelli Ingemar Erlandsson Glenn Hysén Sven Dahlkvist Stig Fredriksson Ulf Eriksson Robert Prytz 56' Glenn Strömberg Tommy Holmgren 60' Thomas Sunesson Dan Corneliusson | opstellingen | Raymond Mifsud Joe Aquilina Alex Azzopardi Joseph Borg John Buttigieg John Holland 87' Alfred Azzopardi Nardu Farrugia Ray Vella Michael Degiorgio 77' Charlie Muscat |
| Sten-Ove Ramberg 56' Hans Holmquist 60' | wissels      | 77' Joe Gatt 87' Stephen Theuma |
| Stig Fredriksson 63' | gele kaarten | 26' Michael Degiorgio 29' John Buttigieg 62' Raymond Mifsud 72' Ray Vella                                                                                             |
| - Eerste interland van Malta onder leiding van de Bulgaarse bondscoach Guentcho Dobrev. - Debuut van Alfred Azzopardi (05/02/1956), John Buttigieg (05/10/1963), Raymond Mifsud (02/02/1958), Raymond Vella (11/01/1959), Charlie Muscat (13/01/1963), Joe Gatt (24/07/1959) en Joseph Borg (18/03/1958), en eerste en enige interland van Stephen Theuma (05/07/1961) voor Malta. |              | |

### Vierde ontmoeting
| WK 1986 kwalificatie (Ta' Qali, Malta, 17 november 1985): |       |                                     |
| Malta                                                     | 1 – 2 | Zweden                              |
| Leonard Farrugia 65'                                      | goals | 2' Robert Prytz 76' Glenn Strömberg |
| - Debuut van Edwin Camilleri (08/01/1963) voor Malta.     |       |                                     |

### Vijfde ontmoeting
| EK 1988 kwalificatie (Ta' Qali, Malta, 16 november 1986):                                                        |       |                                                                                              |
| Malta | 0 – 5 | Zweden                                                                                       |
| | goals | 38' Glenn Hysén 67' Mats Magnusson 69' Stig Fredriksson 81' Johnny Ekström 84' Anders Palmer |
| - Debuut van Joe Camilleri (23/12/1966), Dennis Cauchi (15/01/1965) en Kristian Laferla (23/03/1967) voor Malta. |       |                                                                                              |

### Zesde ontmoeting
| EK 1988 kwalificatie (Göteborg, Zweden, 24 mei 1987): |       |       |
| Zweden                                                | 1 – 0 | Malta |
| Johnny Ekström 13'                                    | goals |       |

### Zevende ontmoeting
| Vriendschappelijk (Ta' Qali, Malta, 28 februari 2001): |       |                                                         |
| Malta                                                  | 0 – 3 | Zweden                                                  |
|                                                        | goals | 30' Karl Corneliusson 41' Henrik Larsson 77' Håkan Mild |

### Achtste ontmoeting
| WK 2006 kwalificatie (Ta' Qali, Malta, 4 september 2004): |       | |
| Malta                                                     | 0 – 7 | Zweden |
|                                                           | goals | 4' Zlatan Ibrahimović 11' Zlatan Ibrahimović 14' Zlatan Ibrahimović 46' Fredrik Ljungberg 71' Zlatan Ibrahimović 74' Fredrik Ljungberg 76' Henrik Larsson |

### Negende ontmoeting
| WK 2006 kwalificatie (Göteborg, Zweden, 4 juni 2005):                                                                           |       |       |
| Zweden | 6 – 0 | Malta |
| Mattias Jonson 6' Anders Svensson 18' Christian Wilhelmsson 30' Zlatan Ibrahimović 40' Freddie Ljungberg 57' Johan Elmander 81' | goals |       |

### Tiende ontmoeting
| WK 2010 kwalificatie (Göteborg, Zweden, 10 juni 2009):                                   |       |       |
| Zweden                                                                                   | 4 – 0 | Malta |
| Kim Källström 21' Daniel Majstorović 52' Zlatan Ibrahimović 56' Marcus Berg 58'          | goals |       |
| - 34ste en laatste duel van Malta onder leiding van Tsjechische bondscoach Dušan Fitzel. |       |       |

### Elfde ontmoeting
| WK 2010 kwalificatie (Ta' Qali, Malta, 9 september 2009): |       |                          |
| Malta                                                     | 0 – 1 | Zweden                   |
|                                                           | goals | 81' (e.d.) Ian Azzopardi |

Malta Football Association · A-internationals · Bondscoaches · Statistieken · Maltees vrouwenelftal · Malta U21 · Malta U20 · Malta U19 · Malta U18 · Malta U17 · Malta U16
1957 – 1959 ·
1960 – 1969 ·
1970 – 1979 ·
1980 – 1989 ·
1990 – 1999 ·
2000 – 2009 ·
2010 – 2019 ·
2020 − 2029
1957 · 
1958 · 
1959 · 
1960 · 
1961 · 
1962 · 
1963 · 
1964 · 
1965 · 
1966 · 
1967 · 1968 · 
1969 · 
1970 · 
1971 · 
1972 · 
1973 · 
1974 · 
1975 · 
1976 · 
1977 · 
1978 · 
1979 · 
1980 · 
1981 · 
1982 · 
1983 · 
1984 · 
1985 · 
1986 · 
1987 · 
1988 · 
1989 · 
1990 ·
1991 · 
1992 · 
1993 · 
1994 · 
1995 · 
1996 · 
1997 · 
1998 · 
1999 · 
2000 · 
2001 · 
2002 · 
2003 · 
2004 · 
2005 · 
2006 · 
2007 · 
2008 · 
2009 · 
2010 · 
2011 · 
2012 · 
2013 · 
2014 · 
2015 · 
2016 ·
2017 ·
2018 ·
2019 ·
2020 ·
2021 ·
2022
Albanië ·
Algerije ·
Andorra ·
Angola ·
Armenië ·
Azerbeidzjan ·
België ·
Bosnië en Herzegovina · 
Bulgarije ·
Canada ·
Centraal-Afrikaanse Republiek ·
Cyprus ·
DDR ·
Denemarken ·
Duitsland ·
Egypte ·
Engeland ·
Estland ·
Faeröer ·
Finland ·
Frankrijk ·
Gabon ·
Georgië ·
Gibraltar · 
Griekenland ·
Hongarije ·
Ierland ·
IJsland ·
Indonesië ·
Israël ·
Italië ·
Japan ·
Joegoslavië ·
Jordanië ·
Kaapverdië ·
Kazachstan ·
Koeweit ·
Kosovo ·
Kroatië ·
Letland ·
Libanon ·
Libië ·
Liechtenstein ·
Litouwen ·
Luxemburg ·
Moldavië ·
Nederland ·
Noord-Ierland ·
Noord-Macedonië ·
Noorwegen ·
Oekraïne ·
Oostenrijk ·
Polen ·
Portugal ·
Qatar ·
Roemenië ·
Rusland ·
San Marino ·
Schotland ·
Slovenië ·
Slowakije ·
Spanje ·
Thailand ·
Tsjechië ·
Tsjecho-Slowakije ·
Tunesië · 
Turkije · 
Venezuela · 
Verenigde Arabische Emiraten ·
Verenigde Staten ·
Wales ·
Wit-Rusland ·
Zuid-Afrika ·
Zuid-Korea ·
Zweden ·
Zwitserland
SvFF · A-internationals · Selecties · Bondscoaches · Zweeds vrouwenelftal · Olympisch elftal · Zweden U21 · Zweden U20 · Zweden U19 · Zweden U18 · Zweden U17 · Zweden U16 · Vrouwen U17
1908 – 1919 ·
1920 – 1929 ·
1930 – 1939 ·
1940 – 1949 ·
1950 – 1959 ·
1960 – 1969 ·
1970 – 1979 ·
1980 – 1989 ·
1990 – 1999 ·
2000 – 2009 ·
2010 – 2019 ·
2020 − 2029
EK 1960 · 
EK 1964 · 
EK 1968 · 
EK 1972 · 
EK 1976 · 
EK 1980 · 
EK 1984 · 
EK 1988 · 
EK 1992 ·
EK 1996 · 
EK 2000 ·
EK 2004 ·
EK 2008 ·
EK 2012 · 
EK 2016 · 
EK 2020
WK 1930 · 
WK 1934 ·
WK 1938 ·
WK 1950 ·
WK 1954 · 
WK 1958 ·
WK 1962 · 
WK 1966 · 
WK 1970 ·
WK 1974 ·
WK 1978 ·
WK 1982 · 
WK 1986 · 
WK 1990 ·
WK 1994 ·
WK 1998 · 
WK 2002 ·
WK 2006 ·
WK 2010 · 
WK 2014 · 
WK 2018
OS 1908 · 
OS 1912 · 
OS 1920 · 
OS 1924 · 
OS 1928 · 
OS 1932 · 
OS 1936 · 
OS 1948 · 
OS 1952 · 
OS 1956 · 
OS 1964 · 
OS 1968 · 
OS 1972 · 
OS 1976 · 
OS 1980 · 
OS 1984 · 
OS 1988 · 
OS 1992 · 
OS 1996 · 
OS 2000 · 
OS 2004 · 
OS 2008 · 
OS 2012 · 
OS 2016
1908 · 
1909 · 
1910 · 
1911 · 
1912 · 
1913 · 
1914 · 
1915 · 
1916 · 
1917 · 
1918 · 
1919 · 
1920 · 
1921 · 
1922 · 
1923 · 
1924 · 
1925 · 
1926 · 
1927 · 
1928 · 
1929 · 
1930 · 
1931 · 
1932 · 
1933 · 
1934 · 
1935 · 
1936 · 
1937 · 
1938 · 
1939 · 
1940 ·
1941 ·
1942 ·
1943 ·
1944  ·
1945 · 
1946 · 
1947 · 
1948 · 
1949 · 
1950 · 
1952 · 
1952 · 
1953 · 
1954 · 
1955 · 
1956 · 
1957 · 
1958 · 
1959 ·
1960 · 
1961 · 
1962 · 
1963 · 
1964 · 
1965 · 
1966 · 
1967 · 
1968 · 
1969 ·
1970 · 
1971 · 
1972 · 
1973 · 
1974 · 
1975 · 
1976 · 
1977 · 
1978 · 
1979 ·
1980 · 
1981 · 
1982 · 
1983 · 
1984 · 
1985 · 
1986 · 
1987 · 
1988 · 
1989 · 
1990 · 
1991 · 
1992 · 
1993 · 
1994 · 
1995 · 
1996 · 
1997 · 
1998 · 
1999 · 
2000 · 
2001 · 
2002 · 
2003 · 
2004 · 
2005 · 
2006 · 
2007 · 
2008 · 
2009 · 
2010 · 
2011 · 
2012 · 
2013 · 
2014 · 
2015 · 
2016 · 
2017 · 
2018 ·
2019 ·
2020 ·
2021
Albanië ·
Algerije ·
Argentinië ·
Armenië ·
Australië ·
Azerbeidzjan ·
Bahrein ·
Barbados ·
België ·
Bosnië en Herzegovina ·
Botswana ·
Brazilië ·
Bulgarije ·
Chili ·
China ·
Colombia ·
Costa Rica ·
Cuba ·
Cyprus ·
DDR ·
Denemarken ·
Duitsland ·
Ecuador ·
Egypte ·
Engeland ·
Estland ·
Faeröer ·
Finland ·
Frankrijk ·
Georgië ·
Griekenland ·
Hongarije ·
Ierland ·
IJsland ·
Iran ·
Israël ·
Italië ·
Ivoorkust ·
Jamaica ·
Japan ·
Joegoslavië ·
Jordanië ·
Kameroen ·
Kazachstan ·
Kosovo ·
Kroatië ·
Letland ·
Liechtenstein ·
Litouwen ·
Luxemburg ·
Maleisië ·
Malta ·
Mexico ·
Moldavië ·
Montenegro ·
Nederland ·
Nieuw-Zeeland ·
Nigeria ·
Noord-Ierland ·
Noord-Korea ·
Noord-Macedonië ·
Noorwegen ·
Oekraïne ·
Oezbekistan ·
Oman ·
Oostenrijk ·
Paraguay ·
Peru ·
Polen ·
Portugal ·
Qatar ·
Roemenië ·
Rusland ·
San Marino ·
Saoedi-Arabië ·
Schotland ·
Senegal ·
Servië ·
Singapore ·
Slovenië ·
Slowakije ·
Sovjet-Unie ·
Spanje ·
Syrië ·
Thailand ·
Trinidad en Tobago ·
Tsjechië ·
Tsjecho-Slowakije ·
Tunesië ·
Turkije ·
Uruguay ·
Venezuela ·
Verenigde Arabische Emiraten ·
Verenigde Staten ·
Verenigd Koninkrijk ·
Wales ·
Wit-Rusland ·
Zuid-Afrika ·
Zuid-Korea ·
Zwitserland
Brazilië (1958) ·
Duitsland (2006) ·
Duitsland (2018) ·
Engeland (2006) ·
Engeland (2012) ·
Engeland (2018) ·
Frankrijk (2012) ·
Griekenland (2008) ·
Ierland (2016) ·
Italië (2016) ·
Mexico (2018) ·
Oekraïne (2012) ·
Oekraïne (2021) ·
Paraguay (2006) ·
Polen (2021) ·
Rusland (2008) ·
Slowakije (2021) ·
Spanje (2008) ·
Spanje (2021) ·
Trinidad en Tobago (2006) ·
Zuid-Korea (2018) ·
Zwitserland (2018)